# Auguste Veillon

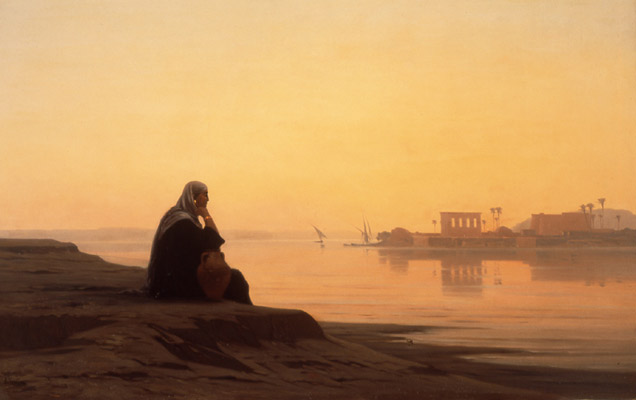
Der Nil bei Philae 1869

Louis-Auguste Veillon (* 29. Dezember 1834 in Bex; † 5. Januar 1890 in Genf) war ein Schweizer Maler des Orientalismus.

## Leben
Auguste Veillon wurde als Sohn eines Notars in Bex, im Rhonetal, geboren. Nach einem abgeschlossenen Studium der reformierten Theologie an der Universität Lausanne trat er in das Atelier von François Diday in Genf ein, wo er Seelandschaften mit Bergen und Ansichten des Berner Oberlands malte. 1858–1859 studierte er in Paris und lernte dort den Orientalisten Eugène Fromentin kennen, der seine Malerei stark beeinflusste. Ebenfalls überwiegend autodidaktische Studien führten Veillon 1862 nach London und 1862–1863 nach Rom. 1863 heiratete er Laure Émilie Karcher-Dunant, die er in Rom kennengelernt hatte und mit der er in Genf lebte. Ab 1861 lieferte er regelmässige Beiträge zu den Turnus-Ausstellungen des Schweizer Kunstvereins. 1870 zeigte der Salon de Paris eine Auswahl seiner Werke.
Veillon gelangte 1873 über Venedig und Neapel erstmals nach Ägypten. In Kairo begegnete er dem Genfer Maler Étienne Duval. Hier wandte er sich immer mehr den orientalistischen Themen zu und malte meist Landschaften mit dem Nil oder dem Toten Meer. In den Jahren 1880, 1881, 1882 und 1883 verbrachte er jedoch die Sommermonate in den Niederlanden. Ab 1884 zog es ihn danach erneut in den Mittelmeerraum: 1884 bereiste er Tunesien, 1885 folgte eine weitere Reise nach Ägypten, 1886 besuchte er Jerusalem, 1887 Damaskus und 1888 hielt er sich in Konstantinopel und Athen auf.
1873 erhielt Veillon eine Auszeichnung an der Weltausstellung in Wien. Seine Gemälde waren 1883 an der Schweizerischen Landesausstellung in Zürich und 1889 an der Weltausstellung in Paris zu sehen. Nach seinem Tod folgten grosse Retrospektiven in Genf, Lausanne, Basel, Winterthur, Zürich und Bern.